# Dionysia revoluta
Dionysia revoluta là một loài thực vật có hoa trong họ Anh thảo. Loài này được Boiss. mô tả khoa học đầu tiên năm 1846.